# Marina Maljković
Marina Maljković (nacida el 26 de septiembre de 1981 en Belgrado, Serbia) es una entrenadora de baloncesto serbia, actualmente entrenando al equipo Unión Lyon Basket Féminin y la Selección femenina de baloncesto de Serbia.

## Carrera de club
Hija del conocido entrenador serbio, ganador de cuatro Euroleague, Božidar Maljković, Marina Maljković tuvo la oportunidad de empezar su carrera de entrenadora a la edad de 16, cuándo  se convirtió en entrenadora asistente en Abeilles de Rueil, un club francés  en el que jugaba por entonces. En 2002, se graduó en la Universidad para Entrenadores de Deportes en Belgrado. Ese mismo año, con 21, se convierte en entrenadora de la sección femenina de KK Ušće. Fue la entrenadora  de las categorías inferiores, y, al mismo tiempo, consiguió ascender al equipo sénior desde la tercera a la primera división de Serbia y Montenegro en solo dos años. En 2007, Maljković se convirtió en entrenadora de la sección femenina de ŽKK Hemofarm, ganando dos títulos de liga y dos copas  nacionales en los siguientes dos años. En 2009, ficha por ŽKK Partizan. En los siguientes cuatro años, Partizan ganío cuatro ligas serbias, dos copas y dos Ligas Adriáticas femeninas. Maljković ha sido campeona nacional de Serbia durante seis temporadas consecutivas, y ha ganado seis premios de "Entrenador del Año". En septiembre de 2013, Maljković firmó un contrato de dos años con Unión Lyon Cesta Féminin, un club que compite en la Ligue Féminine de Baloncesto, de la primera división profesional francesa.

## Equipo nacional
Maljković fue entrenador asistente de la selección sub-18 de Serbia y Montenegro que consiguió la cuarta posición en el Europeo de 2004 en dicha categorías, así como la selección sub-19 que consiguió la plata en el Campeonato Mundial de Baloncesto sub-19 de 2005. En agosto de 2011, Maljković fue nombrada seleccionadora absoluta de la selección Serbia. En el EuroBasket femenino de 2013, Serbia consiguió llegar a semifinales, el cual era el mayor éxito de equipo nacional desde la ruptura de Yugoslavia en 1991. A sus 32 años, Maljković era además de la única mujer, la seleccionadora más joven del campeonato.
Dirigió también al equipo nacional durante el EuroBasket 2015 en Budapest donde ganaron la medalla de oro, clasificándose para los Juegos Olímpicos de 2016, pro primera vez en la historia para el equipo serbio.